# جاناتان ارتورا
جاناتان ارتورا (انگلیسی: Jonathan Artura؛ زادهٔ ۳۱ مارس ۱۹۸۷) بازیکن فوتبال اهل آرژانتین است.